# Кубок Гонконгу з футболу 2021—2022
Кубок Гонконгу з футболу 2021—2022 — 47-й розіграш кубкового футбольного турніру в Гонконзі. Через пандемію COVID-19 25 лютого 2022 року Футбольна асоціація Гонконгу оголосила, що поточний розіграш турніру скасовано.

## Календар
| Раунд      | Дата                 | Матчі | Клуби |
| ---------- | -------------------- | ----- | ----- |
| 1/4 фіналу | 27-28 листопада 2021 | 4     | 8 → 4 |
| 1/2 фіналу | 25-26 грудня 2021    | 2     | 4 → 2 |
| Фінал      | 1 лютого 2022        | 1     | 2 → 1 |

## 1/4 фіналу
| Команда 1         | Рахунок | Команда 2                  |
| ----------------- | ------- | -------------------------- |
| 27 листопада 2021 |         |                            |
| Ресурсес Капітал  | 0:1     | Лі Мен                     |
| Істерн            | 4:0     | Гонконг U-23               |
| 28 листопада 2021 |         |                            |
| Гонконг Рейнджерс | 4:0     | Гонконг ФК                 |
| Кітчі             | 2:1 дч  | Саутерн Дістрікт Рекріейшн |

## 1/2 фіналу
| Команда 1         | Рахунок | Команда 2 |
| ----------------- | ------- | --------- |
| 25 грудня 2021    |         |           |
| Лі Мен            | 0:1     | Істерн    |
| 26 грудня 2021    |         |           |
| Гонконг Рейнджерс | 0:1     | Кітчі     |

## Фінал
| Команда 1     | Рахунок   | Команда 2 |
| ------------- | --------- | --------- |
| 1 лютого 2022 |           |           |
| Істерн        | скасовано | Кітчі     |